# Proscotolemon sauteri
Genre
Espèce
Proscotolemon sauteri, unique représentant du genre Proscotolemon, est une espèce d'opilions laniatores de la famille des Petrobunidae.

## Distribution
Cette espèce est endémique du Japon.

## Description
Le syntype mesure 1,5 mm.

## Liste des sous-espèces
Selon World Catalogue of Opiliones (01/07/2021) :
- Proscotolemon sauteri latens Suzuki, 1973
- Proscotolemon sauteri sauteri Roewer, 1916

## Étymologie
Cette espèce est nommée en l'honneur de Hans Sauter (1871–1943).

## Publications originales
- Roewer, 1916 : « 7 neue Opilioniden des Zoolog. Museums in Berlin. » Archiv für Naturgeschichte, sér. A, vol. 81, no 12, p. 6-13 (texte intégral).
- Suzuki, 1973 : « Opiliones from the South-west Islands, Japan. » Journal of Science of the Hiroshima University, sér. B, Division 1 (Zoology), vol. 24, p. 205–279.